# Hospozínek
Hospozínek (dříve označovaný jako Paršenk) je malá vesnice, část obce Hospozín v okrese Kladno ve Středočeském kraji. V roce 2011 zde trvale žilo 34 obyvatel.

## Historie
První písemná zmínka o vesnici pochází z roku 1785.
Na počátku 18. století zde byl postaven hostinec zvaný Bergschenke a panský dvůr, který je dnes sídlem soukromé zemědělské společnosti. V současnosti má osada 18 adres. Do roku 2012 tvořili většinu místních obyvatel Romové. Chovali velké množství domácího zvířectva. V současnosti Hospozínek slouží jako místo odpočinku pro obyvatele větších měst. Hospozínek je umístěn na návrší s dalekým rozhledem na Prahu, horu Říp a České středohoří. Je obklopen rozlehlými poli na úrodných černozemích. V okolí chybí lesy, je zde pouze několik malých remízků. Podél cesty směrem na Černuc se nachází několik nepovolených černých skládek, proti kterým se snaží bojovat Občanské sdružení pro podporu a rozvoj části obce Hospozínek.

## Obyvatelstvo
| Rok            | 1869 | 1880 | 1890 | 1900 | 1910 | 1921 | 1930 | 1950 | 1961 | 1970 | 1980 | 1991 | 2001 | 2011 | 2021 |
| -------------- | ---- | ---- | ---- | ---- | ---- | ---- | ---- | ---- | ---- | ---- | ---- | ---- | ---- | ---- | ---- |
| Počet obyvatel | 62   | 115  | 120  | 152  | 121  | 121  | 119  | 72   | 68   | 55   | 24   | 38   | 26   | 34   | 23   |
| Počet domů     | 12   | 11   | 12   | 11   | 12   | 12   | 19   | 18   | 18   | 11   | 10   | 13   | 13   | 13   | 13   |

## Pamětihodnosti
- Kaple svatého Jana Nepomuckého
- sýpka na východní straně návsi